# Langeron
Langeron è un comune francese di 398 abitanti situato nel dipartimento della Nièvre, nella regione della Borgogna-Franca Contea.

## Società

### Evoluzione demografica
Abitanti censiti